# QuickBird
QuickBird (ou pássaro rapido em português) é a denominação de um satélite comercial de observação da DigitalGlobe lançado em 18 de outubro de 2001 por intermédio de um foguete Delta II a partir da Base da Força Aérea de Vandenberg, como o primeiro de uma constelação de três planejados para estar em órbita até 2008. 
O QuickBird usa o sistema de aquisição de imagens 2000 (BGIS 2000) da Ball Aerospace que coleta imagens com a quarta maior resolução de imagens da Terra comercializada, depois de: WorldView-1, WorldView-2 e GeoEye-1 e divulga que fornece o maior tamanho de imagem e a maior capacidade de armazenamento a bordo que qualquer outro satélite. 
Esse satélite coleta imagens monocromáticas com 60 cm de resolução e imagens multiespectrais entre 2,4 e 2,8 m de resolução.   
As empresas contratadas para esse projeto incluíram: a Ball Aerospace & Technologies, a Kodak e a Fokker Space.